# Malawimonas
Malawimonas és un gènere de protozous excavats flagel·lats. S'inclouen dins el clade Excavata, malgrat que les seves relacions amb la resta dels grups del clade no estan clares.

## Taxonomia
Inclou dues espècies:
- Malawimonas californiana
- Malawimonas jakobiformis